# Luka Lučić
Luka Lučić (sinh 2 tháng 1 năm 1995 ở Split) là một cầu thủ bóng đá Croatia, hiện tại thi đấu cho FK Borac Banja Luka mượn từ HŠK Zrinjski Mostar.

## Sự nghiệp câu lạc bộ
Luka Lučić là sản phẩm trẻ của Hajduk Split. Anh ra mắt chuyên nghiệp ở Prva HNL ngày 26 tháng 5 năm 2013 trước GNK Dinamo Zagreb thi đấu ở vị trí hậu vệ trái. Anh chỉ ở đội U-19, ra sân 2 lần cho đội chính mùa giải 2013-14 mặc dù có thi đấu cho U-19 Croatia, và chỉ thi đấu ở đội B trong nửa đầu mùa giải 2014-15.
Vào tháng 1 năm 2015 anh đến đội bóng Czech First League FC Baník Ostrava, ký hợp đồng đến until 30 tháng 6 năm 2018.